# MG ZR

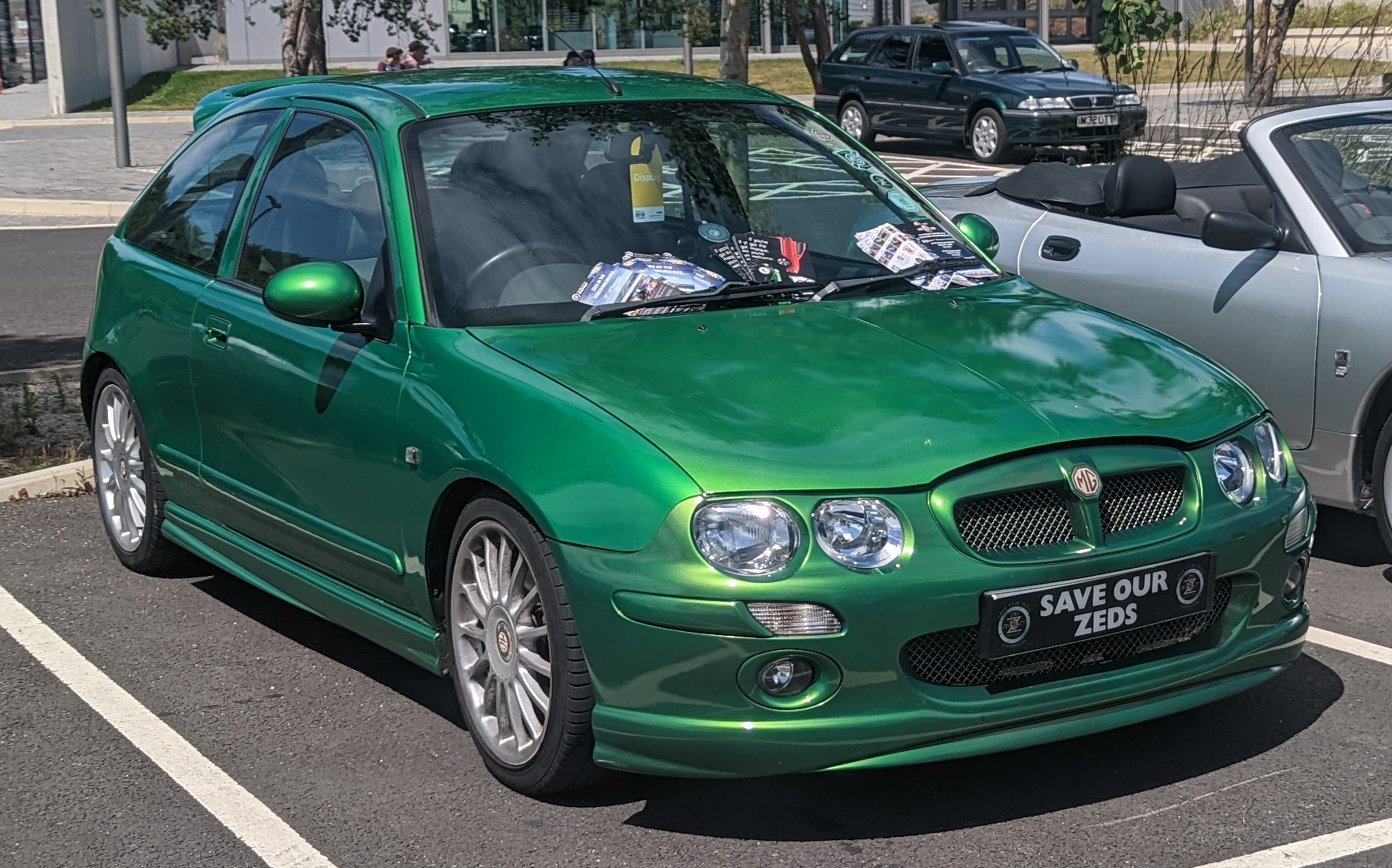
MG ZR pre-facelift

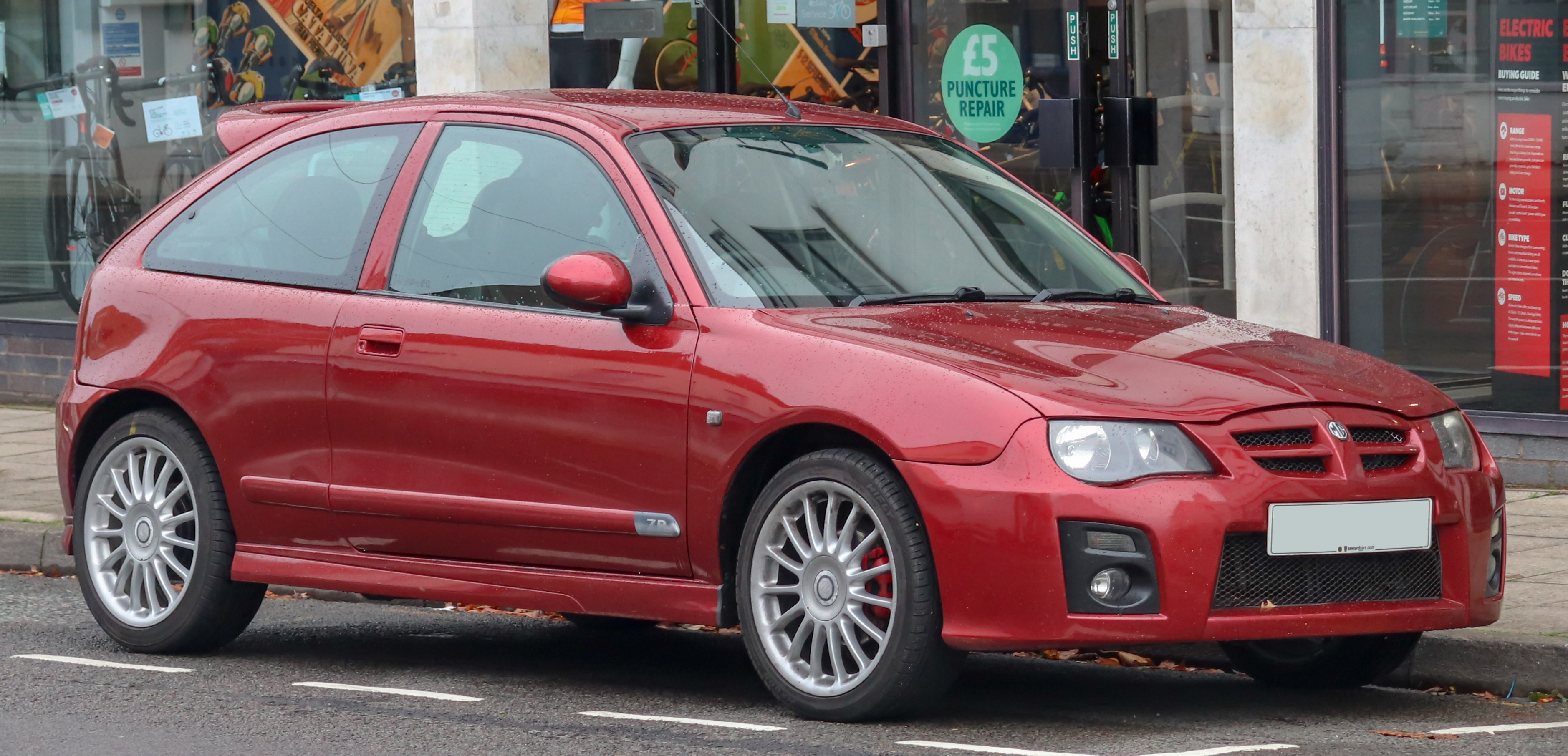
MG ZR Facelift

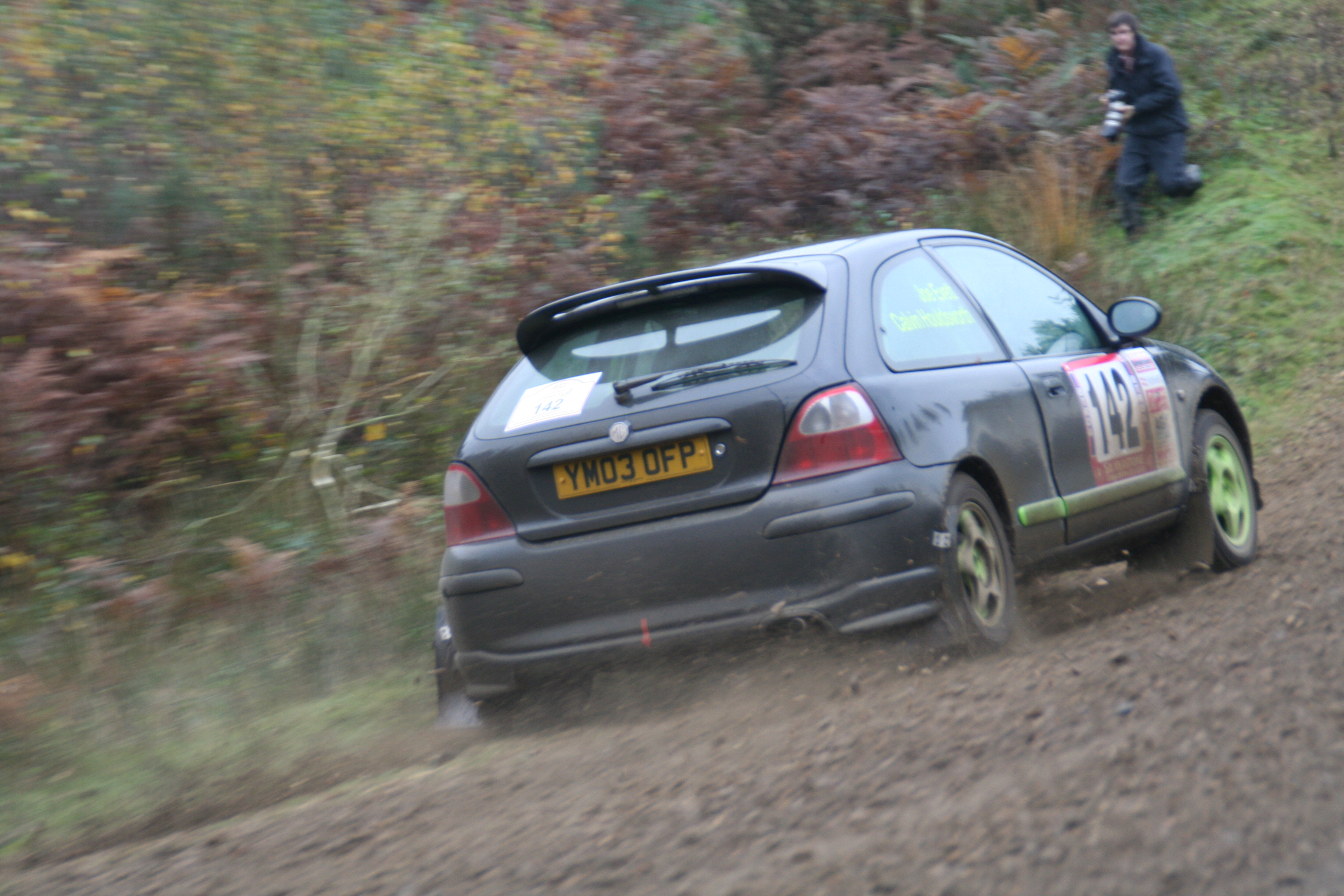
MG ZR pre-facelift bij een rally

De MG ZR is een 'hot hatch' van MG, gebaseerd op de Rover 25. Hij werd geproduceerd tussen 2001 en 2005, tot MG Rover failliet ging.

## Ontwikkeling
Voor de ZR bouwde Rover al sportieve hatchbacks. De Rover 200, die nog dateerde van de voormalige samenwerking met Honda, had zo bijvoorbeeld de 200 Vi. In 1997 kwam daar de Rover 200 BRM bij, gebaseerd op de Vi maar dan met styling die verwijst naar British Racing Motors. Hij was dus enkel leverbaar in British Racing Green en had een zeer opvallende oranje grille. Er zijn slechts 1145 stuks van gebouwd, waarvan 795 voor het Verenigd Koninkrijk bedoeld waren. De stoelen waren van rood leer.
In 1999 krijgt de 200 een facelift, die een gelijkaardige neus als de 75 krijgt. Deze Rover 25 krijgt ook een Vi (in sommige landen GTI) maar geen BRM-versie. Rond deze periode verkoopt BMW MG Rover aan Phoenix Group. BMW hield Rover tegen om het MG-label te gebruiken voor haar sportieve wagens, maar na de verkoop kwam daar verandering in.
Dit leidde tot de MG ZR.
In 2004 kwam er een facelift, waarbij de dubbele koplampen vervangen werden door 1 koplamp. Het interieur werd ook lichtjes vernieuwd. Onderhuids veranderde er vrij weinig. Het nieuwe design werd ontworpen door Peter Stevens, die ook werkte aan het design van de McLaren F1. Een volledig nieuw model stond door de financiële problemen nog niet op de planning en in april 2005 stopte de productie door het faillissement.

## Productie
De wagen werd gebouwd in Longbridge, in Birmingham. Er zijn er meer dan 82000 van gebouwd. Het was een van de populairste hatchbacks in het Verenigd Koninkrijk tijdens zijn productie tussen 2001 en 2005. Hij werd vooral geprezen voor zijn weggedrag. De wagen was beschikbaar als 3- en 5-deurs.

## Versies
De ZR heeft de motor voorin liggen en heeft voorwielaandrijving. Er waren meerdere benzine- en dieselvarianten verkrijgbaar.
De instapversie ZR 105 had een 16-kleppen 1.4 K series motor. De ZR 120 had een 1.8 K series motor.
De topversie was de ZR 160 met zijn 1.8 K Series VVC motor. Met 160 pk op 1090 kg, gekoppeld aan een handbak met 5 versnellingen, was dit de snelste versie van de ZR.
Er waren ook 2 dieselvarianten, wat vrij opmerkelijk is voor een sportieve hatchback. De ZR TD 100 kreeg een 2 liter L Series motor en de TD 115  kreeg dezelfde motor, maar dan met iets betere prestaties.
Een veelvoorkomend probleem bij de ZR was een lekkende koppakking.
| Benzinemotoren | Benzinemotoren      | Benzinemotoren            | Benzinemotoren  | Benzinemotoren       | Benzinemotoren | Benzinemotoren | Benzinemotoren | Benzinemotoren |
| Jaren          | Model               | Motor                     | Kracht          | Koppel               | Topsnelheid    | 0–100 km/u     | Verbruik       |                |
| -------------- | ------------------- | ------------------------- | --------------- | -------------------- | -------------- | -------------- | -------------- | -------------- |
| 2001–2005      | 1.4 105 Manueel     | 1.396 cc – 4 in lijn – NA | 103 pk (76 kW)  | 123 Nm (91 lb⋅ft)    | 179 km/u       | 10,0 s         | 6,84 l/100 km  |                |
| 2001–2005      | 1.8 120 Manueel     | 1.796 cc – 4 in lijn – NA | 117 pk (86 kW)  | 160 Nm (118 lbf⋅ft)  | 192 km/u       | 8,6 s          | 9,5 l/100 km   |                |
| 2001–2005      | 1.8 120 Steptronic  | 1.796 cc – 4 in lijn – NA | 117 pk (86 kW)  | 160 Nm (118 lbf⋅ft)  | 180 km/u       | 9,5 s          | 8,1 l/100 km   |                |
| 2001–2005      | 1.8 160 VVC Manueel | 1.796 cc – 4 in lijn – NA | 160 pk (118 kW) | 174 Nm (128 lb⋅ft)   | 211 km/u       | 7,4 s          | 7,51 l/100 km  |                |
| Dieselmotoren  |                     |                           |                 |                      |                |                |                |                |
| Jaren          | Model               | Motor                     | Kracht          | Koppel               | Topsnelheid    | 0–100 km/u     | Verbruik       |                |
| 2001–2005      | 2.0 TD Manueel      | 1.994 cc – 4 in lijn – TC | 101 pk (74 kW)  | 240 N⋅m (177 lbf⋅ft) | 183 km/u       | 9,7 s          | 5,25 l/100 km  |                |
| 2001–2005      | 2.0 TD 115 Manueel  | 1.994 cc – 4 in lijn – TC | 113 pk (83 kW)  | 260 N⋅m (192 lbf⋅ft) | 187 km/u       | 9,1 s          | 5,49 l/100 km  |                |

## MG Express
De ZR was ook beschikbaar als kleine bestelwagen. Deze had een verbeterde laadruimte, geen achterbank, en de achterste zijruiten werden vervangen door 2 panelen.

## Na het faillissement
Toen het MG-gamma opnieuw werd gelanceerd door de nieuwe eigenaar van MG Rover, SAIC, in April 2007, waren de ZR en ZS niet inbegrepen bij deze herlancering. Er kwam wel een MG 3 SW in 2008, eigenlijk een Rover Streetwise met MG-badges. Deze werd enkel in China verkocht.
In 2010 kondigde SAIC een nieuwe MG 3 aan, die vanaf september 2013 ook in het Verenigd Koninkrijk werd verkocht.